# Ignaz Streit
Ignaz Streit (29. dubna 1808 Litomyšl – 18. září 1879 Praha) byl rakouský soudce působící v českých zemích a politik německé národnosti, v 2. polovině 19. století poslanec Říšské rady.

## Biografie
Vystudoval práva na Vídeňské univerzitě. Roku 1829 získal titul doktora práv. Nastoupil na soudní praxi na brněnský magistrát a do roku 1849 působil jako kriminální rada u magistrátu v Kroměříži a Jihlavě. Angažoval se veřejně už během revolučního roku 1848. Od roku 1848 do roku 1849 zasedal jako poslanec Moravského zemského sněmu. Nastoupil sem po zemských volbách roku 1848 za kurii korporací a měst v držení velkostatků, obvod Jihlava. Po dobu jeho časového zaneprázdnění byl ustanoven za něj na zemském sněmu náhradník Jan Ertl.
Ve volbách roku 1848 byl zvolen i na rakouský ústavodárný Říšský sněm. Zastupoval volební obvod Ruda na Moravě. Uvádí se jako magistrátní rada. Patřil ke sněmovní levici.
Roku 1848 byl též jmenován vysokým státním úředníkem pro reorganizaci soudnictví na Moravě. V roce 1849 se stal prezidentem zemského soudu ve Znojmě. Roku 1851 přešel na post prezidenta zemského soudu v Olomouci a v roce 1853 usedl do funkce prezidenta vrchního zemského soudu v hornouherském Prešově. Roku 1860 se stal druhým prezidentem vrchního zemského soudu v Praze a od roku 1863 zastával úřad prezidenta vrchního zemského soudu v Brně. V roce 1868 nastoupil na post prezidenta vrchního zemského soudu pro Čechy.
Po obnovení ústavního systému vlády v 60. letech se zapojil znovu do zemské a celostátní politiky. V doplňovacích volbách 30. listopadu 1863 (poté, co zemřel dosavadní poslanec Jakob Sitka) byl zvolen za poslance Moravského zemského sněmu za kurii měst, obvod Jihlava. Na mandát rezignoval roku 1865. Zemský sněm ho delegoval roku 1864 i do Říšské rady (tehdy ještě volené nepřímo) za kurii městskou. Poslanecký slib  složil 12. listopadu 1864.
V roce 1874 se stal členem státního soudního dvora. V roce 1858 mu byl udělen Řád Františka Josefa (znovu roku 1872). Roku 1860 získal Řád železné koruny. Roku 1858 byl povýšen na rytíře, roku 1860 na barona.
Jeho zetěm byl právník a politik Moritz von Streit, předlitavský ministr spravedlnosti.